# Blue Air Moravia
Blue Air Moravia a fost o companie aeriană cu sediul în Brno. A fost o subsidiară a Blue Air și nu și-a început niciodată activitatea din cauza neînțelegerilor dintre autoritatea cehă și compania mamă Blue Air.

## Istorie
Compania a fost înființată în ianuarie 2018. În martie 2018 compania a declarat că proiectul cu partea cehă s-a încheiat.

## Destinații
Blue Air Moravia a planificat să opereze zboruri din baza sa principală din Brno spre Barcelona, Bruxelles, Dubrovnik, Lviv, Bergamo și Split, din martie 2018.
| Hub                  |
| Sezoniere            |
| Destinații viitoare  |
| Destinații încheiate |

| Oraș      | Țară           | IATA | ICAO | Aeroport                     | Note |
| --------- | -------------- | ---- | ---- | ---------------------------- | ---- |
| Barcelona | Spania         | BCN  | LEBL | Aeroportul El-Prat Barcelona |      |
| Milano    | Italia         | BGY  | VAR  | Aeroportul Milano-Bergamo    |      |
| Brno      | Republica Cehă | BRQ  | LKTB | Aeroportul Brno–Tuřany       |      |
| Bruxelles | Belgia         | BRU  | EBBR | Aeroportul Din Bruxelles     |      |
| Dubrovnik | Croația        | DBV  | LDDU | Aeroportul Dubrovnik         |      |
| Lviv      | Ucraina        | LWO  | UKLL | Aeroportul Lviv              |      |
| Split     | Croația        | SPU  | LDSP | Aeroportul Split             |      |

## Flota
Nu a fost niciodată transferat un avion în flota acestei companii.
| Aeronave       | În serviciu | Comenzi | Pasageri | Note                                       |
| -------------- | ----------- | ------- | -------- | ------------------------------------------ |
| Boeing 737-500 | —           | 1       | 126      | Urma să fie transferat din flota Blue Air. |
| Total          | —           | 1       | 126      |                                            |